# Bitcasa
Bitcasa Inc., foi um serviço de armazenamento nas nuvens liderada pelo CEO Tony Gauda e os co-fundadores Kevin Blackham e Joel Andren, com sede em Mountain View, California. O serviço utilizava um algoritmo que supostamente reduz a necessidade de armazenamento real, identificando o conteúdo duplicado, além de fornecer criptografia dos dados que eram armazenados.

## História
O serviço foi anunciado durante o mês de setembro de 2011 na conferência TechCrunch Disrupt, em São Francisco, com a ideia de oferecer "armazenamento infinito" por um preço fixo.
Em junho de 2012, a empresa recebeu 9 milhões de dólares de investidores incluindo CrunchFund, Pelion Venture Partners, Horizons Ventures, Andreessen Horowitz, Samsung Ventures e First Round Capital.
Em 5 de fevereiro de 2013, o "Bitcasa Drive" saiu da fase beta, iniciando a cobrar 10 dólares por mês.
O "armazenamento infinito" não durou muito tempo, entretanto. Logo em 2014 a empresa parou de oferecer contas gratuitas de 5GB de espaço e transformou-as em "demonstração de 60 dias". As contas "infinitas" de 10 dólares foram limitadas a 1TB e foi lançado um plano "Pro" com 10TB de espaço pela mensalidade de US$ 99.
Passados pouco mais de dois anos, a empresa anunciou que o Bitcasa Drive seria encerrado e que as contas dos usuários seriam "desligadas" em 20 de maio de 2016, para se "concentrar em seu crescente negócio de plataforma", referindo-se ao público corporativo. 
Em janeiro de 2017 seu CEO Brian Taptich teria anunciado, em um post no blog da empresa, que a Bitcasa fora adquirida pela Intel, notícia que logo seria desmentida por um porta-voz da própria Intel. Esta data marcou o encerramento das atividades da empresa.

## Armazenamento
Em fevereiro de 2013, a Bitcasa inicia o serviço oferecendo gratuitamente aos usuários 10GB de armazenamento. Para ter acesso ao armazenamento ilimitado é necessário pagar 10 dólares por mês.
Em janeiro de 2014, a empresa começou a cobrar 99 dólares por mês pelo serviço ilimitado.